# Sheldon Rothblatt
Sheldon Rothblatt, född 1934, är en amerikansk historiker. Han är professor emeritus i historia vid University of California, Berkeley. Han invaldes 2001 som utländsk ledamot av svenska Vetenskapsakademien.